# District de Dhule
Le district de Dhule (en Marathi: धुळे जिल्हा) est un district de la Division de Nashik du Maharashtra.

## Description
Son chef-lieu est la ville de Dhule. Au recensement de 2011, sa population était de 2 050 862 habitants.